# Julia Hickelsberger
Julia Hickelsberger-Füller (født 1. august 1999) er en kvindelig østrigsk fodboldspiller, der spiller midtbane for tyske i 1899 Hoffenheim i 1. Frauen-Bundesliga og Østrigs kvindefodboldlandshold.
Hickelsberger skrev i sommeren 2022 under på en to-årig kontrakt med den tyske storklub 1899 Hoffenheim.
Hun fik sin officielle dbeut på det østrigske landshold den 27. februar 2019 i en 4–1-sejr over Nigeria.